# Karolina Straus
Karolina Straus (ur. 1 lipca 1833 w Warszawie, zm. 31 maja 1909 tamże) – artystka baletu, primabalerina Warszawskich Teatrów Rządowych w latach 1853-1862. Siostra dwóch innych warszawskich tancerek baletowych: Pauliny i Anny Straus.

## Życiorys
Urodziła się w rodzinie warszawskiego jubilera Henryka i Elżbiety Rozalii Lange. W 1843 rozpoczęła naukę w szkole baletowej, a ok. 1850 została przyjęta do zespołu baletowego Warszawskich Teatrów Rządowych. Występowała na scenach Teatru Wielkiego oraz ówczesnego Teatru Rozmaitości w Warszawie. Po ustąpieniu ze sceny primabaleriny Konstancji Turczynowicz w 1853 roku razem z siostrą Anną Straus zajęła jej pozycję. Znana jest przypowieść, że w rozmowie z carem Mikołajem I wyraziła życzenie, by tancerki baletu mogły się cieszyć emeryturą, i że jej życzenie zostało spełnione. Występowała m.in. w głównych rolach baletów: Esmeralda, Paquita, czyli Cyganie. Asmodea, diabeł rozkochany, Korsarz, Marco Spada, czyli Córka rozbójnika i Modniarki, czyli Karnawał paryski w choreografiach Romana Turczynowicza oraz w Fauście w choreografii Carla Blasisa. Pod koniec kariery zwichnęła nogę i 1 września 1862 ustąpiła ze sceny. W 1867 roku wyszła w Warszawie za kupca Aleksandra Hummla. Pochowana jest na cmentarzu ewangelicko-augsburskim w Warszawie (al.22, rz.1, m.40).

## Ważniejsze role[6]
- 1852: Kupidyn – Miłość przebudzona, choreografia Filippo Taglioni, muzyka: Giacomo Panizza, Józef Stefani
- 1853: Solistka – Żniwiarze, choreografia Heinrich Recke i Roman Turczynowicz, muzyka: Anton Emil Titl, Józef Stefani
- 1853: Lelia – Asmodea, diabeł rozkochany, choreografia Roman Turczynowicz wg Le diable amoureux Josepha Maziliera, muzyka: Giuseppe Alessandro Scaramelli Scaramelli, Józef Stefani
- 1853: Esmeralda – Esmeralda, choreografia Roman Turczynowicz wg Jules’a Perrota, muzyka: Cesare Pugni, Józef Stefani
- 1855: Paquita – Paquita, czyli Cyganie, choreografia Roman Turczynowicz wg Josepha Maziliera, muzyka: Édouard Deldevez, Józef Stefani
- 1856: Fiorellina – Wyspa miłości, choreografia Roman Turczynowicz, muzyka: Wenzel Gährich, Józef Stefani, Franciszek Maciej Małgocki, Władysław Majeranowski
- 1856: Małgorzata – Faust, choreografia Carlo Blasis, muzyka: Luigi Casamorata, Luigi Viviani, François Fétis, Fracesco Blasis, Placido Mandanici, Giovanni Bajetti
- 1857: Solistka – Dwa dni karnawału w Wenecji, choreografia Carlo Blasis, muzyka: Jan Quattrini
- 1857: Medora – Korsarz, choreografia Roman Turczynowicz wg Josepha Maziliera, muzyka: Adolphe Adam, Józef Stefani
- 1858: Angela – Marco Spada, czyli Córka rozbójnika, choreografia Roman Turczynowicz wg Josepha Maziliera, muzyka: Daniel Auber / Gabriel Rożniecki
- 1859: Adelina – Modniarki, czyli Karnawał paryski, choreografia Roman Turczynowicz wg Pasquale'a Borriego, muzyka: Matthias Strebinger / Gabriel Rożniecki
- 1860: Maria – Dziewice jeziora, choreografia Roman Turczynowicz, muzyka: Gabriel Rożniecki